# Oblast Schytomyr

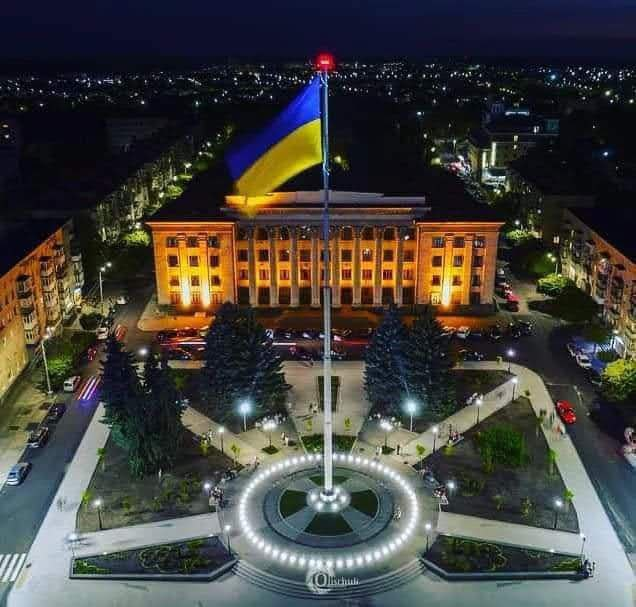
Zentrum Schytomyrs bei Nacht

Die Oblast Schytomyr (ukrainisch Житомирська область Žytómyrs’ka óblast’) ist eine Verwaltungseinheit im Norden der Ukraine. Sie hat 1.195.495 Einwohner (Anfang 2021; de facto).
Die Oblast umfasst einen Teil der historischen Landschaft Wolhynien. Im Osten grenzt die Oblast an den Großraum Kiew, im Norden an Belarus mit der Homelskaja Woblasz und deren Rajonen Rajon Leltschyzy, Jelsk sowie Naroulja. Im Westen der Oblast liegen die Oblaste Riwne und Chmelnyzkyj, im Süden die Oblast Winnyzja und im Osten die Oblast Kiew. Sie ist von der Größe ihrer Fläche her gesehen die fünftgrößte Oblast der Ukraine.
Durch die Oblast verlaufen die wichtigsten Verkehrsverbindungen von der Ukraine nach Belarus, Polen und nach Deutschland sowie der Fluss Slutsch. Die Bevölkerung lebt zu 56 % in städtischen Gebieten und besteht zu 90,3 % aus Ukrainern.
Folgende Kfz-Kennzeichen sind in der Oblast üblich: AM, KM.

## Geographie

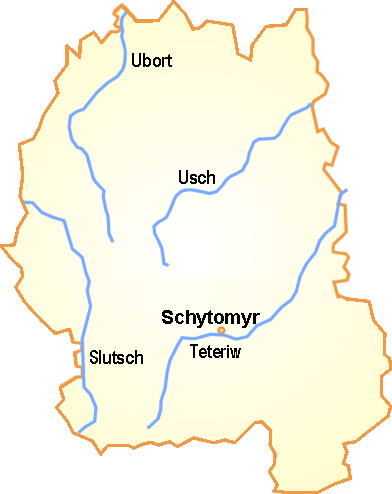
Wichtige Flüsse in der Oblast

Die größten Flüsse sind der Slutsch (ukr. Случ), der Usch (ukr. Уж), der Teteriw und der Ubort.
Der Slutsch mit einer Länge von 451 km durchfließt noch zwei weitere Oblaste und mündet dann in die Horyn. Der Usch und Teteriw münden beide kurz vor Kiew in den Dnipro.

## Geschichte
Die Oblast Schytomyr entstand am 22. September 1937 aus Teilen der Oblast Kiew und der Oblast Winnyzja.

## Größte Städte
Hauptstadt ist Schytomyr, weitere wichtige Städte sind Swjahel und Korosten.
| Stadt                                                                                     | Ukrainischer Name   | Russischer Name    | Einwohner 1. Januar 2021 |
| ----------------------------------------------------------------------------------------- | ------------------- | ------------------ | ------------------------ |
| Schytomyr                                                                                 | Житомир             | Житомир            | 263.507                  |
| Berdytschiw                                                                               | Бердичів            | Бердичев           | 073.999                  |
| Korosten                                                                                  | Коростень           | Коростень          | 062.285                  |
| Swjahel                                                                                   | Новоград-Волинський | Новоград-Волынский | 055.463                  |
| Malyn                                                                                     | Малин               | Малин              | 025.587                  |
| Korostyschiw                                                                              | Коростишів          | Коростышев         | 024.490                  |
| Owrutsch                                                                                  | Овруч               | Овруч              | 015.332                  |
| Radomyschl                                                                                | Радомишль           | Радомышль          | 013.973                  |
| Baraniwka                                                                                 | Баранівка           | Барановка          | 011.343                  |
| Olewsk                                                                                    | Олевськ             | Олевск             | 010.226                  |
| Tschernjachiw                                                                             | Черняхів            | Черняхов           | 009.214                  |
| Andruschiwka                                                                              | Андрушівка          | Андрушевка         | 008.458                  |
| Quellen: Ukrainisches Amt für Statistik, Seiten 20, 21 und Sekundärquelle City Population |                     |                    |                          |

## Administrative Unterteilung
Die Oblast Schytomyr ist verwaltungstechnisch in 4 Rajone unterteilt; bis zur großen Rajonsreform am 18. Juli 2020 war sie in 23 Rajone sowie 5 direkt der Oblastverwaltung unterstehende (rajonfreie) Städte unterteilt. Dies waren die Städte Berdytschiw, Korosten, Malyn, Swjahel sowie das namensgebende Verwaltungszentrum der Oblast, die Stadt Schytomyr.

### Rajone der Oblast Schytomyr mit deren Verwaltungszentren
| Rajone der Oblast Schytomyr                       | Rajone der Oblast Schytomyr               | Rajone der Oblast Schytomyr | Rajone der Oblast Schytomyr                                                                                  |
| Deutsche Bezeichnung                              | Ukrainische Bezeichnung                   | Verwaltungszentrum          | Weitere frühere (bis 2020) Rajonzentren und rajonfreie Städte                                                |
| ------------------------------------------------- | ----------------------------------------- | --------------------------- | --- |
| Rajon Berdytschiw                                 | Бердичівський район Berdytschiwskyj rajon | Berdytschiw (Stadt)         | Andruschiwka, Ruschyn                                                                                        |
| Rajon Korosten                                    | Коростенський район Korostenskyj rajon    | Korosten (Stadt)            | Luhyny, Malyn, Narodytschi, Olewsk, Owrutsch                                                                 |
| Rajon Swjahel (bis 2022 Rajon Nowohrad-Wolynskyj) | Звягельський район Swjahelskyj rajon      | Swjahel (Stadt)             | Baraniwka, Jemiltschyne                                                                                      |
| Rajon Schytomyr                                   | Житомирський район Schytomyrskyj rajon    | Schytomyr (Stadt)           | Brussyliw, Choroschiw, Korostyschiw, Ljubar, Popilnja, Pulyny, Radomyschl, Romaniw, Tschernjachiw, Tschudniw |

Bis 2020 gab es folgende Rajonsaufteilung:

Karte der Rajone und rajonfreien Städte der Oblast (bis 2020)

| Rajone der Oblast Schytomyr bis 2020 | Rajone der Oblast Schytomyr bis 2020               | Rajone der Oblast Schytomyr bis 2020      | Rajone der Oblast Schytomyr bis 2020 |
| Deutsche Bezeichnung                 | Ukrainische Bezeichnung                            | Verwaltungszentrum                        | 2020 (überwiegend) aufgegangen in    |
| ------------------------------------ | -------------------------------------------------- | ----------------------------------------- | ------------------------------------ |
| Rajon Andruschiwka                   | Андрушівський район Andruschiwskyj rajon           | Andruschiwka (Stadt)                      | Rajon Berdytschiw                    |
| Rajon Baraniwka                      | Баранівський район Baraniwskyj rajon               | Baraniwka (Stadt)                         | Rajon Swjahel                        |
| Rajon Berdytschiw                    | Бердичівський район Berdytschiwskyj rajon          | Berdytschiw (Stadt)                       | Rajon Berdytschiw                    |
| Rajon Brussyliw                      | Брусилівський район Brussyliwskyj rajon            | Brussyliw (Siedlung städtischen Typs)     | Rajon Schytomyr                      |
| Rajon Choroschiw                     | Хорошівський район Choroschiwskyj rajon            | Choroschiw (Siedlung städtischen Typs)    | Rajon Schytomyr                      |
| Rajon Jemiltschyne                   | Ємільчинський район Jemiltschynskyj rajon          | Jemiltschyne (Siedlung städtischen Typs)  | Rajon Swjahel                        |
| Rajon Korosten                       | Коростенський район Korostenskyj rajon             | Korosten (Stadt)                          | Rajon Korosten                       |
| Rajon Korostyschiw                   | Коростишівський район Korostyschiwskyj rajon       | Korostyschiw (Stadt)                      | Rajon Schytomyr                      |
| Rajon Ljubar                         | Любарський район Ljubarskyj rajon                  | Ljubar (Siedlung städtischen Typs)        | Rajon Schytomyr                      |
| Rajon Luhyny                         | Лугинський район Luhynskyj rajon                   | Luhyny (Siedlung städtischen Typs)        | Rajon Korosten                       |
| Rajon Malyn                          | Малинський район Malynskyj rajon                   | Malyn (Stadt)                             | Rajon Korosten                       |
| Rajon Narodytschi                    | Народицький район Narodyzkyj rajon                 | Narodytschi (Siedlung städtischen Typs)   | Rajon Korosten                       |
| Rajon Nowohrad-Wolynskyj             | Новоград-Волинський район Nowohrad-Wolynskyj rajon | Nowohrad-Wolynskyj (Stadt)                | Rajon Swjahel                        |
| Rajon Olewsk                         | Олевський район Olewskyj rajon                     | Olewsk (Stadt)                            | Rajon Korosten                       |
| Rajon Owrutsch                       | Овруцький район Owruzkyj rajon                     | Owrutsch (Stadt)                          | Rajon Korosten                       |
| Rajon Popilnja                       | Попільнянський район Popilnjanskyj rajon           | Popilnja (Siedlung städtischen Typs)      | Rajon Schytomyr                      |
| Rajon Pulyny                         | Пулинський район Pulynskyj rajon                   | Pulyny (Siedlung städtischen Typs)        | Rajon Schytomyr                      |
| Rajon Radomyschl                     | Радомишльський район Radomyschlskyj rajon          | Radomyschl (Stadt)                        | Rajon Schytomyr                      |
| Rajon Romaniw                        | Романівський район Romaniwskyj rajon               | Romaniw (Siedlung städtischen Typs)       | Rajon Schytomyr                      |
| Rajon Ruschyn                        | Ружинський район Ruschynskyj rajon                 | Ruschyn (Siedlung städtischen Typs)       | Rajon Berdytschiw                    |
| Rajon Schytomyr                      | Житомирський район Schytomyrskyj rajon             | Schytomyr (Stadt)                         | Rajon Schytomyr                      |
| Rajon Tschernjachiw                  | Черняхівський район Tschernjachiwskyj rajon        | Tschernjachiw (Siedlung städtischen Typs) | Rajon Schytomyr                      |
| Rajon Tschudniw                      | Чуднівський район Tschudniwskyj rajon              | Tschudniw (Stadt)                         | Rajon Schytomyr                      |

## Bevölkerung

### Bevölkerungsentwicklung
Seit der Gründung der Oblast 1937 es mit Ausnahme der Zeitspanne zwischen 1959 und 1970 einen steten Bevölkerungsrückgang. Von der Jahrtausendwende bis 2021 verlor die Oblast rund 227.000 Bewohner oder 15,95 % der Bevölkerung. 
rot: Volkszählungen in der Sowjetunion (bis 1989) und der Ukraine (2001); grün: Schätzungen des Ukrainischen Statistisches Amtes, jeweils 1. Januar

### Volksgruppen und Sprachen
Die Ukrainer stellen in allen Orten eine deutliche Bevölkerungsmehrheit. Russische Minderheiten leben fast gänzlich in den Städten und wenigen städtischen Vororten. 
| Nationalität | Einwohner | 1989 (%) | 2001 (%) | Veränderung (%) |
| ------------ | --------- | -------- | -------- | --------------- |
| Ukrainer     | 1.254.855 | 84,9     | 90,3     | 0−3,9 %         |
| Russen       | 0.068.851 | 07,9     | 05,0     | −43,3 %         |
| Polen        | 0.049.046 | 04,5     | 03,5     | −29,3 %         |
| Belarussen   | 0.004.924 | 00,5     | 00,4     | −41,1 %         |
| Juden        | 0.002.670 | 01,4     | 00,2     | −87,6 %         |
| Moldauer     | 0.001.425 | 00,1     | 00,1     | 0+8,6 %         |
| Deutsche     | 0.000.994 | 00,1     | 00,1     | 0+8,6 %         |

Mehr als 90 % der Bevölkerung geben Ukrainisch als Muttersprache an. In den Städten und wenigen städtischen Vororten ist der Anteil der Menschen, die Russisch sprechen, am höchsten. Bei der Volkszählung 2001 gaben 1.292.386 Personen Ukrainisch und 91.317 Personen Russisch als Muttersprache an. Kleinere (verstreut lebende) Sprachminderheiten benutzen Belarussisch, Polnisch, Moldauisch, Romani oder Armenisch. Die Übermacht des Ukrainischen zeigt die starke Ukrainisierung der Minderheiten. Die Mehrheit der Polen, Tschechen und Deutschen in der Oblast geben Ukrainisch als Muttersprache an. Fast alle Minderheiten sind sprachlich ukrainisiert oder russifiziert. Und sogar 18,6 % der Russen geben Ukrainisch als Muttersprache an. 
| Muttersprache | 2001 (%) |
| ------------- | -------- |
| Ukrainisch    | 93,02    |
| Russisch      | 06,57    |
| Sonstige      | 00,41    |